# Active Desktop
Active Desktop (Escritorio Activo) es una característica opcional de Windows Desktop Update para Microsoft Internet Explorer 4.0 que permite al usuario agregar contenido HTML en el escritorio (desktop) de Windows, junto con algunas otras características. También está incluido en Windows 98 y versiones posteriores. Es el antecesor de los Gadgets de Windows Vista.
Los usuarios pueden agregar contenido HTML en vez del papel tapiz tradicional (wallpaper) y como ítems de escritorio (desktop items) independientes y redimensionables, Ítems disponibles en línea pueden ser actualizados y sincronizados con regularidad sin visitar el sitio en su navegador.
Desactivando Active Desktop se ahorra un poco de memoria y se mejora el rendimiento en PC con poca memoria. Hay una casilla de verificación en las propiedades de pantalla para hacer esto. Dos opciones TweakUI pueden desactivarlo completamente o inhabilitar los cambios.
Activo

## Historia
La creación del Active Desktop marcó el inicio de los intentos de Microsoft por capitalizar una tendencia en tecnología nueva llamada push technology liderada por PointCast. Active Desktop ponía varias fuentes informativas en el escritorio de la computadora del usuario, que proveían continuamente información actualizada, como titulares de noticias y valores de las acciones de la bolsa, sin requerir que el usuario abriera el navegador. Esto era posible por medio del Channel Definition Format (.cdf), una tecnología abierta y definida como estándar por el W3C. Su principal competidor era RSS, otra tecnología abierta donde la información se llama feeds en vez de canales.
Active Desktop debutó en 1997, durante el lanzamiento de Internet Explorer 4.0 para Windows 95 y Windows NT 4.0, como una nueva característica del opcional Windows Desktop Update, ofrecido a los usuarios durante la instalación de la actualización. Mientras el Windows Desktop Update es comúnmente entendido (erróneamente) como el Active Desktop en sí mismo, éste es una actualización entera del shell de -windows v4.0 to 4.71 o v4.72, provocando numerosos cambios en la interface de Windows, proporcionando una apariencia y un nivel de funcionalidad prácticamente igual al de WIndows 98. Incluye una opción que permite nombres de archivo en mayúsculas (el viejo escritorio del v4.0 exhibía notablemente nombres de ficheros en mayúsculas en el caso del título), selección de archivos de un solo click y de rápido seguimiento configurable, opciones configurables de visualización en HTML para cada carpeta, mini botones de rápido acceso en la Barra de Tareas junto al botón Inicio, un Menú de Inicio mejorado que permite el arrastre de ítems para reordenarlos y que posibilita, además, el hacer click con el botón derecho del mouse para cambiar el nombre a los ítems, etc. Con la actualización, el Explorador de Windows ahora muestra una barra de direcciones en la que se pueden ingresar direcciones de internet y pueden navegarse tal y como se hace con el navegador normal.

## Uso Actual
Sólo hasta Windows XP estaba disponible Active Desktop, el formato CDF cayó en desuso frente al RSS, su principal competidor; de hecho Active Desktop sigue siendo el único lector de fuentes CDF. Las capacidades para visualizar HTML se utilizan hoy en día, principalmente, para la creación de papeles tapiz (wallpapers) y para agregar cuadros de búsqueda al escritorio. Por ejemplo, uno podría copiar el siguiente código de Wikipedia para mostrar una búsqueda de Wikipedia en el escritorio:
```
<form
     name="searchform"
     action="http://es.wikipedia.org/wiki/Special:Search"
     id="searchform">
  <input
       id="searchInput"
       name="buscar"
       type="text"
       accesskey="f"
       value="" />
  <input
       type='submit'
       name="ir"
       id="searchGoButton"
       value="Ir" />
</form>
```